# أماندا ريتشاردز
أماندا ريتشاردز (بالإنجليزية: Amanda Richards)‏ هي مغنية مؤلفة أمريكية، ولدت في 25 أبريل 1983 في أورانج في الولايات المتحدة.

## وصلات خارجية
- أماندا ريتشاردز على موقع ميوزك برينز (الإنجليزية)